# Ourcq
El río Ourcq  es un río de Francia, afluente por la derecha del Marne. Nace en Fère-en-Tardenois (Aisne), y desemboca en el Marne en Lizy-sur-Ourcq (Sena y Marne), tras un curso de 87 km.
Riega los departamentos franceses de Aisne, Oise y Sena y Marne.
Se encuentra canalizado en la mayor parte de su curso; el canal del Ourcq se transforma en París en el Canal Saint-Martin. Se usa para la navegación comercial, y, desde 1983, también para la de placer. Los canales del Ourcq y de Saint-Martin están adaptados a un gálibo de 1.000tm. El Ourcq también suministra a París agua no potable y en tiempos se usó para el suministro de agua potable, que actualmente proviene del tratamiento de aguas fluviales y subterráneas.
- Datos: Q945377
- Multimedia: Ourcq River / Q945377